# Angel (ime)
Angel je moško in žensko osebno ime.

## Izvor imena
Ime Angel izhaja iz latinskega imena Angelus, ki ga razlagajo z latinsko besedo angelus in grško besedo ανηελoς (angelos) v pomenu besede »sel, glasnik, odposlanec« po novi zavezi pa »angel, apostol« to je »božji poslanec«.

## Različice imena
- moške različice imena: Andjelo, Andjelko, Andžel, Andželin, Andželko, Angelče, Angelčo, Angele, Angelik, Angelino, Angelko Angelo,
- ženske različice imena: Angela

## Tujejezikovne različice imena
- pri Angležih: Angell
- pri Čehih: Anděl
- pri Italijanih, Nizozemcih, Norvežanih: Angelo
- pri Madžarih: Angelus, Angyalos
- pri Nemcih: Angelus
- pri Poljakih: Aniol
- pri Romunih: Anghel
- pri Slovakih, Srbih, Bolgarih: Angel
- pri Špancih: Ángel

## Pogostost imena
Po podatkih Statističnega urada Republike Slovenije je bilo na dan 31. decembra 2007 v Sloveniji število moških oseb z imenom Angel: 190.

## Osebni praznik
V koledarju je ime Angel zapisano 5. maja (Angel, mučenec, † 5. maja 1220).